# IC 2367
IC 2367 ist eine Balken-Spiralgalaxie vom Hubble-Typ SBb im Sternbild Puppis am Südsternhimmel. Sie ist rund 100 Millionen Lichtjahre von der Milchstraße entfernt.
Das Objekt wurde in den späten 1890ern von Edward Emerson Barnard entdeckt.